# Clubiona munis
Clubiona munis là một loài nhện trong họ Clubionidae.
Loài này thuộc chi Clubiona. Clubiona munis được Eugène Simon miêu tả năm 1909.